# La Belle et le Clochard (film, 2019)
Ne doit pas être confondu avec La Belle et le Clochard.
Pour plus de détails, voir Fiche technique et Distribution.
La Belle et le Clochard (Lady and the Tramp) est un film américain réalisé par Charlie Bean sorti en 2019 en exclusivité sur la plateforme Disney+. Il s'agit d'un remake en prise de vues réelles du film d'animation La Belle et le Clochard des studios Disney sorti en 1955.
Le film s'inscrit dans une volonté de Walt Disney Pictures d'adapter en films en prises de vues réelles ses films d’animation, à l'instar du Livre de la jungle (2016), Aladdin (2019) ou encore Dumbo (2019).

## Synopsis
Jim Chéri et sa femme Darling vivent dans une maison d'une petite ville tranquille de la Nouvelle-Angleterre. Une nuit de Noël, Jim offre une petite Cocker femelle à sa femme, qui la prénomme Lady. Jim cherche à éduquer la nouvelle venue dans la famille, mais sa persévérance font que Lady arrive à dormir au pied du lit de ses maîtres, ce qui devient une habitude. À 6 mois, elle reçoit un collier bleu avec une plaque gravée, qu'elle file montrer à ses amis et voisins : Jackie, une femelle Scottish terrier servant de modèle pour sa peintre de maîtresse, et César, un vieux limier de Saint-Hubert ayant apparemment perdu son odorat. A l'autre bout de la ville, dans le quartier de la gare, un bâtard griffon nommé Le Clochard (Tramp en VO), passe son temps à chercher à manger (aujourd’hui, par contre, il accepte de donner son repas à deux chiots abandonnés) et à aider ses amis (Peg et Bull) attrapé par Elliot, un employé de la fourrière qui l'a, depuis, pris en grippe.
Un jour d'Automne, Lady s'interroge à haute voix sur les changements de comportement de ses maîtres, qui, au mieux, l'ignorent, au pire, la réprimande. S'étant retrouvé dans son chic quartier à la suite d'une énième course-poursuite avec Elliot, Clochard l'entend et lui annonce cyniquement que "quand le bébé débarque, le chien se fait débarquer". Le bébé, une petite fille, naît au Printemps.
La vie de Lady tourne définitivement à la catastrophe quand Sarah, tante de Darling et propriétaire de deux épouvantables chats (Rex et Dévon), vient s'occuper de la maisonnée et d'elle pendant que le couple part présenter la petite Lou à la sœur de Jim. En moins de 5 minutes, Lady est accusée des méfaits des deux félins, qui ont dévasté le salon, puis qui ont, face à leur maîtresse, fait semblant d'avoir été attaqués par la chienne. Tante Sarah emmène donc Lady dans une animalerie pour lui acheter une muselière, mais Lady s'enfuit en perdant son collier. Piégé dans une impasse par un chien la prenant pour une intruse, elle est sauvée par Clochard qui la fait passer pour une enragée. Après lui avoir arraché sa muselière grâce à une statue de castor, Clochard entraîne Lady sur un bateau à vapeur.
Le soir venu, Clochard lui vante sa vie de liberté, puis lui propose de dîner chez Tony, le restaurant Italien dont le chef, Tony, est un ami. Tony, qui l'appelle Bandito, leur installe une table pour deux, et Marco, son acolyte, leur sert un plat de spaghettis aux boulettes de viande. Tony et Marco se lancent alors dans l'interprétation de Bella Note à l'accordéon et à la mandoline. Plus tard dans la nuit, les deux chiens, qui tombent amoureux, contemplent la ville depuis une colline, et Clochard raconte à Lady son passé : Ses maîtres l'ont abandonné quand leur bébé est né. Soudain, Elliot arrive et bloque les deux chiens dans la gare. Clochard est sur le point d'être capturé, mais Lady se sacrifie. A la fourrière, Lady rencontre Peg et Bull, qui lui apprennent le point faible du Clochard, connu pour être un insouciant coureur de chiennes, mais aussi le funeste destin des chiens de la fourrière. Heureusement, Jim et Darling sont de retour : Après être allés chercher Lady, ils renvoient Tante Sarah et présentent la chienne (à qui ils restituent son collier) à Lou. La vie de Lady reprend son cours, mais Clochard lui manque et vice-versa. Lorsque son ami vient la visiter avec un os emprunté à Bull et lui demande si elle veut partir avec lui, Lady refuse à contre-cœur, arguant que sa place est avec ses maîtres (qui sont en train de discuter avec Elliot, qui a suivi Clochard, mais l'a perdu de vue dans le quartier), dans la cuisine.
Alors qu'un orage éclate, Lady voit un énorme rat noir (la sale bête, déjà aperçue juste après que Lady ait reçu son collier, est le cauchemar de tout le voisinage, car elle fouine dans les jardins et pille les garde-manger) se faufiler dans la chambre de Lou en grimpant le long du lierre courant sur le long du mur. Aboyant pour prévenir Jim, celui-ci ne comprend pas et l'enferme. Revenu sur ses pas, Clochard s'élance dans la maison, monte à l'étage et pénètre dans la chambre de Lou, dans laquelle un violent combat s'engage. Renversant tout (dont le berceau de Lou, ses pleurs attirant ses parents et Elliot) sur leur passage, le canidé et le rongeur se battent à mort, jusqu'à la victoire de Clochard, mais, soudain, Jim débarque. Comme le rat gît sans vie sous un rideau tombé pendant la bagarre, il le voit du rat et savait que Clochard voulait sauver lou. Elliot arrive à son tour, capture Clochard et le jette dans son fourgon.
Sitôt libérée, Lady entraîne Jim et Darling dans la chambre de Lou et soulève le rideau tombé. Face au cadavre sanguinolent du rat, Jim a un haut-le-cœur et Darling a un choc. Avertie par Jackie et César, Lady, alors que l'orage a cessé, se précipite avec eux à la poursuite du fourgon, ses maîtres et leur bébé les suivant en voiture. À un carrefour, César tente de flairer la piste qu'à emprunté Elliot. Peinant au début, il réussit grâce aux encouragement de Jackie, et le trio finit par rattraper Eliott. Dépassant le véhicule, Lady force les chevaux à s'arrêter, mais, affolés, ils se cabrent, et c'est l'accident. Le choc est si violent que Clochard est catapulté sur les pavés. Le croyant mort, Lady pousse un hurlement de désespoir, qui, miraculeusement, le fait se réveiller. Jim et Darling arrivent alors et comprennent se souviennent ce qu'a fait Clochard pour Lou en voyant que sa patte avant gauche porte la trace d'une morsure de rat. Se relevant à son tour, Elliot veut emmener Clochard à la fourrière à pied, mais Darling s'interpose en prétendant être sa maîtresse. Quelques jours plus tard, c'est à nouveau Noël, et Clochard a définitivement été adopté par les Chéri qui lui offrent un collier rouge. Quant à Jacky et à César, ils sont devenus les oncle et tante des deux petits chiots à qui Clochard avait donné à manger au début du film.

## Fiche technique
Sauf indication contraire, les informations mentionnées dans cette section peuvent être confirmées par la base de données cinématographiques IMDb,  présente dans la section « Liens externes ».
- Titre original : Lady and the Tramp
- Titre français : La Belle et le Clochard
- Réalisation : Charlie Bean
- Scénario : Andrew Bujalski et Kari Granlund, d'après La Belle et le Clochard (1955), lui-même basé sur Happy Dan, the Cynical Dog de Ward Greene
- Direction artistique : Elliott Glick
- Décors : John Myhre
- Costumes : Colleen Atwood et Timothy A. Wonsik
- Photographie : Enrique Chediak
- Montage : n/a
- Musique : Joseph Trapanese
- Production : Brigham Taylor

Production déléguée : Diane L. Sabatini
- Société de production : Walt Disney Pictures
- Sociétés de distribution : Walt Disney Studios Distribution / Disney+
- Budget : n/a
- Pays d'origine :  États-Unis
- Langue originale : anglais
- Genre : romance
- Durée : 111 minutes (1 h 51)
- Dates de sortie[2] :
  - États-Unis : 12 novembre 2019 (Disney+)
  - France : 7 avril 2020 (Disney+)

La version française est disponible également dans le choix des langues depuis le 12 novembre 2019 sur l'application Disney+ aux États-Unis, au Canada et aux Pays-Bas. La sortie du film en France est différente car Disney+ est disponible quatre mois plus tard.

## Distribution
- Kiersey Clemons (VF : Fily Keita et Priscilla Assohou (chant)) : Darling
- Thomas Mann (VF : Gabriel Bismuth-Bienaimé ; VQ : Tristan Harvey) : Jim Chéri
- Yvette Nicole Brown (VF : Annie Milon) : tante Sarah
- Adrian Martinez (VF : Emmanuel Gradi ; VQ : Gabriel Favreau) : Elliot
- Arturo Castro (VF : Sébastien Vanter (chant) ; VQ : Normand D'Amour) : Marco
- F. Murray Abraham (VF : Bernard Alane ; VQ : Adrien Bletton) : Tony
- Kate Kneeland (VF : Brigitte Virtudes) : La Maîtresse de Jacqueline
- Ken Jeong (VF : Thierry Kazazian) : Le docteur
- Monte : Le Clochard[3]
- Rose : Lady[3]

### Voix des personnages

#### Voix Originales
- Tessa Thompson : Lady (cocker américain)
- Justin Theroux : Tramp (bâtard schnauzer)
- Sam Elliott : Trusty (chien de Saint-Hubert)
- Ashley Jensen : Jock (terrier écossais)
- Benedict Wong : Bull (bulldog anglais)
- Janelle Monáe : Peg (pékinois)
- Nate Wonder : Devon
- Roman GianArthur : Rex
- Donald Novis (en) : soliste Peace on Earth

#### Voix Françaises
- Aurélie Konaté : Lady (cocker américain)
- Boris Rehlinger : le clochard (bâtard schnauzer)
- Thierry Murzeau : César (chien de Saint-Hubert)
- Blanche Ravalec : Jacqueline (terrier écossais)
- Pascal Casanova : Bull (bulldog anglais)
- Isabelle Leprince : Peg (pékinois)
- Kristel Adams : Peg (chant)
- Frantz Confiac : Devon
- Guillaume Beaujolais : Rex
- Olivier Cantore : soliste Que la paix soit éternelle

## Chansons du film
- Bella Notte - Chœur
- Que la paix soit éternelle (Peace on Earth) - Soliste et chœur
- La La Lou - Darling
- Quel dommage (What a Shame) - Devon et Rex
- Bella Notte (reprise) - Tony, Joe et chœur
- Il se traîne (He's a Tramp) - Peggy
- Que la paix soit éternelle (Peace on Earth) (reprise) - Darling et chœur

## Production

### Genèse et développement
En février 2018, il est annoncé que Walt Disney Pictures développe un remake en prise de vues réelles du film d'animation La Belle et le Clochard (1955), dans la lignée du Livre de la jungle (2016), Aladdin (2019), Dumbo (2019) ou encore Mulan (2020). Le film est alors attendu pour être dévoilé sur la plateforme de streaming de Disney alors sans nom et prévue pour l'automne 2019. En mars 2018, Charlie Bean (Lego Ninjago, le film) est annoncé comme réalisateur alors que le scénario est signé par Andrew Bujalski et Kari Granlund.
Contrairement au Roi lion de 2019, la production décide ici d'utiliser de vrais chiens pour le film. Ainsi, une chienne cocker américain nommée Rose est choisie pour incarner Lady. Trois mois avant le début du tournage, les animaux s'entraînent pour le film. Le chien « Clochard » est quant à lui joué par Monte, un chien sauveteur.

### Distribution des rôles
En juillet 2018, Ashley Jensen, Justin Theroux et Sam Elliott sont annoncés pour respectivement prêter leurs voix à Jackie, Tramp et Trusty. Kiersey Clemons est ensuite annoncée dans le rôle de Darling, la propriétaire humaine de Lady,,,. En août 2018, Tessa Thompson et Benedict Wong rejoignent à leur tour la distribution, dans les rôles vocaux de Lady et Bull, alors que Thomas Mann est annoncé dans le rôle « physique » de Jim Dear,. En septembre 2018, c'est au tour de Yvette Nicole Brown et Adrian Martinez,.

### Tournage
L'enregistrement des voix pour les chiens débute en juillet 2018, avant même les prises de vues réelles prévues entre septembre et novembre 2018 à Savannah en Géorgie,. Des scènes sont ensuite tournées en studio en décembre 2018.

### Musique
Une nouvelle version de The Siamese Cat Song (La Chanson des Siamois en français) est interprétée par Janelle Monáe. La chanteuse a réécrit la chanson avec l'aide du Nate "Rocket" Wonder et Roman GianArthur avec l'idée d'éviter les connotations raciales par rapport aux années 1950. Janelle Monáe chantera aussi deux autres chansons, inédites.